# Ognjen Čančarević
Ognjen Čančarević (in serbo Огњен Чанчаревић?; Užice, 25 settembre 1989) è un calciatore serbo naturalizzato armeno, portiere del Noah e della nazionale armena.

## Biografia
Suo padre Milan era anch'egli un calciatore, così come suo cugino Luka.

## Carriera

### Club
Ha giocato nella prima divisione dei campionati serbo e armeno.
Il 6 agosto 2024, nel turno di andata della semifinale dei preliminari di Conference League contro l’AEK Atene, segna al 67’ il gol del momentaneo 2-1 dei suoi, calciando direttamente in porta da un rinvio dal fondo. La sua squadra vincerà poi 3-1, qualificandosi in seguito alla fase a gironi dopo la sconfitta esterna per 1-0 subita nella partita di ritorno.

### Nazionale
Dopo avere ricevuto delle convocazioni dalla Serbia senza mai riuscire a esordire, nel 2023 viene convocato dall'Armenia, paese da cui ha ricevuto la cittadinanza.

## Statistiche

### Presenze e reti nei club
Statistiche aggiornate al 16 ottobre 2024.
| Stagione        | Squadra         | Campionato      | Campionato | Campionato | Coppe nazionali | Coppe nazionali | Coppe nazionali | Coppe continentali | Coppe continentali | Coppe continentali | Altre coppe | Altre coppe | Altre coppe | Totale | Totale  |
| Stagione        | Squadra         | Comp            | Pres       | Reti       | Comp            | Pres            | Reti            | Comp               | Pres               | Reti               | Comp        | Pres        | Reti        | Pres   | Reti    |
| --------------- | --------------- | --------------- | ---------- | ---------- | --------------- | --------------- | --------------- | ------------------ | ------------------ | ------------------ | ----------- | ----------- | ----------- | ------ | ------- |
| feb.-giu. 2018  | Alaškert        | PL              | 13         | -13        | CA              | 3               | -1              | -                  | -                  | -                  | -           | -           | -           | 16     | -14     |
| 2018-2019       | Alaškert        | PL              | 27         | -21        | CA              | 3               | -2              | UCL+UEL            | 2+4                | -6 + -7            | SA          | 0           | 0           | 36     | -36     |
| 2019-2020       | Alaškert        | PL              | 26         | -29        | CA              | 1               | -3              | UEL                | 4                  | -6                 | SA          | 0           | 0           | 31     | -38     |
| 2020-2021       | Alaškert        | PL              | 18         | -13        | CA              | 3               | -3              | UEL                | 1                  | -1                 | -           | -           | -           | 22     | -17     |
| 2021-2022       | Alaškert        | PL              | 25         | -22        | CA              | 1               | -2              | UCL+UEL+UECL       | 2+4                | -5 + -3 + -9       | SA          | 0           | 0           | 36     | -41     |
| 2022-2023       | Alaškert        | PL              | 33         | -35        | CA              | 1               | 0               | UECL               | 2                  | -4                 | -           | -           | -           | 36     | -39     |
| 2023-gen. 2024  | Alaškert        | PL              | 18         | -25        | CA              | 0               | 0               | UECL               | 4                  | -4                 | -           | -           | -           | 22     | -29     |
| Totale Alaškert | Totale Alaškert | Totale Alaškert | 160        | -158       |                 | 12              | -11             |                    | 27                 | -45                |             | 0           | 0           | 199    | -214    |
| gen.-giu. 2024  | Noah            | PL              | 15         | -13        | CA              | 0               | 0               | -                  | -                  | -                  | -           | -           | -           | 15     | -13     |
| 2024-2025       | Noah            | PL              | 6          | -6         | CA              | 0               | 0               | UECL               | 10                 | -15; 1             | -           | -           | -           | 16     | -21     |
| Totale Noah     | Totale Noah     | Totale Noah     | 21         | -19        |                 | 0               | 0               |                    | 10                 | -15; 1             |             | -           | -           | 31     | -34; 1  |
| Totale carriera | Totale carriera | Totale carriera | 181        | -177       |                 | 12              | -11             |                    | 37                 | -60; 1             |             | 0           | 0           | 230    | -248; 1 |

### Cronologia presenze e reti in nazionale
| Cronologia completa delle presenze e delle reti in nazionale ― Armenia | Cronologia completa delle presenze e delle reti in nazionale ― Armenia | Cronologia completa delle presenze e delle reti in nazionale ― Armenia | Cronologia completa delle presenze e delle reti in nazionale ― Armenia | Cronologia completa delle presenze e delle reti in nazionale ― Armenia | Cronologia completa delle presenze e delle reti in nazionale ― Armenia | Cronologia completa delle presenze e delle reti in nazionale ― Armenia | Cronologia completa delle presenze e delle reti in nazionale ― Armenia |
| Data                                                                   | Città                                                                  | In casa                                                                | Risultato                                                              | Ospiti                                                                 | Competizione                                                           | Reti                                                                   | Note                                                                   |
| ---------------------------------------------------------------------- | ---------------------------------------------------------------------- | ---------------------------------------------------------------------- | ---------------------------------------------------------------------- | ---------------------------------------------------------------------- | ---------------------------------------------------------------------- | ---------------------------------------------------------------------- | ---------------------------------------------------------------------- |
| 16-6-2023                                                              | Cardiff                                                                | Galles                                                                 | 2 – 4                                                                  | Armenia                                                                | Qual. Euro 2024                                                        | -2                                                                     | 80’                                                                    |
| 19-6-2023                                                              | Erevan                                                                 | Armenia                                                                | 2 – 1                                                                  | Lettonia                                                               | Qual. Euro 2024                                                        | -1                                                                     |                                                                        |
| 8-9-2023                                                               | Eskişehir                                                              | Turchia                                                                | 1 – 1                                                                  | Armenia                                                                | Qual. Euro 2024                                                        | -1                                                                     | 74’                                                                    |
| 11-9-2023                                                              | Erevan                                                                 | Armenia                                                                | 0 – 1                                                                  | Croazia                                                                | Qual. Euro 2024                                                        | -1                                                                     |                                                                        |
| 12-10-2023                                                             | Riga                                                                   | Lettonia                                                               | 2 – 0                                                                  | Armenia                                                                | Qual. Euro 2024                                                        | -2                                                                     |                                                                        |
| 17-10-2023                                                             | Strumica                                                               | Macedonia del Nord                                                     | 3 – 1                                                                  | Armenia                                                                | Amichevole                                                             | -3                                                                     |                                                                        |
| 18-11-2023                                                             | Erevan                                                                 | Armenia                                                                | 1 – 1                                                                  | Galles                                                                 | Qual. Euro 2024                                                        | -1                                                                     |                                                                        |
| 21-11-2023                                                             | Zagabria                                                               | Croazia                                                                | 1 – 0                                                                  | Armenia                                                                | Qual. Euro 2024                                                        | -1                                                                     |                                                                        |
| 26-3-2024                                                              | Praga                                                                  | Rep. Ceca                                                              | 2 – 1                                                                  | Armenia                                                                | Amichevole                                                             | -2                                                                     |                                                                        |
| 4-6-2024                                                               | Lubiana                                                                | Slovenia                                                               | 2 – 1                                                                  | Armenia                                                                | Amichevole                                                             | -2                                                                     |                                                                        |
| 7-6-2024                                                               | Erevan                                                                 | Armenia                                                                | 2 – 1                                                                  | Kazakistan                                                             | Amichevole                                                             | -1                                                                     |                                                                        |
| 7-9-2024                                                               | Erevan                                                                 | Armenia                                                                | 4 – 1                                                                  | Lettonia                                                               | UEFA Nations League 2024-2025 - 1º turno                               | -1                                                                     |                                                                        |
| 10-9-2024                                                              | Skopje                                                                 | Macedonia del Nord                                                     | 2 – 0                                                                  | Armenia                                                                | UEFA Nations League 2024-2025 - 1º turno                               | -2                                                                     |                                                                        |
| 10-10-2024                                                             | Tórshavn                                                               | Fær Øer                                                                | 2 – 2                                                                  | Armenia                                                                | UEFA Nations League 2024-2025 - 1º turno                               | -2                                                                     |                                                                        |
| 13-10-2024                                                             | Erevan                                                                 | Armenia                                                                | 0 – 2                                                                  | Macedonia del Nord                                                     | UEFA Nations League 2024-2025 - 1º turno                               | -2                                                                     |                                                                        |
| 14-11-2024                                                             | Erevan                                                                 | Armenia                                                                | 0 – 1                                                                  | Fær Øer                                                                | UEFA Nations League 2024-2025 - 1º turno                               | -1                                                                     |                                                                        |
| 17-11-2024                                                             | Riga                                                                   | Lettonia                                                               | 1 – 2                                                                  | Armenia                                                                | UEFA Nations League 2024-2025 - 1º turno                               | -1                                                                     |                                                                        |
| 20-3-2025                                                              | Erevan                                                                 | Armenia                                                                | 0 – 3                                                                  | Georgia                                                                | UEFA Nations League 2024-2025 - Play-off                               | -3                                                                     |                                                                        |
| 23-3-2025                                                              | Tbilisi                                                                | Georgia                                                                | 6 – 1                                                                  | Armenia                                                                | UEFA Nations League 2024-2025 - Play-off                               | -6                                                                     |                                                                        |
| Totale                                                                 |                                                                        | Presenze                                                               | 19                                                                     |                                                                        | Reti                                                                   | -35                                                                    |                                                                        |

## Palmarès

### Club

#### Competizioni nazionali
- Campionato armeno: 3

Alaškert: 2017-2018, 2020-2021
Noah: 2024-2025
- Coppa d'Armenia: 2

Alaškert: 2018-2019
Noah: 2024-2025
- Supercoppa d'Armenia: 1

Alaškert: 2018